# سكان السويد

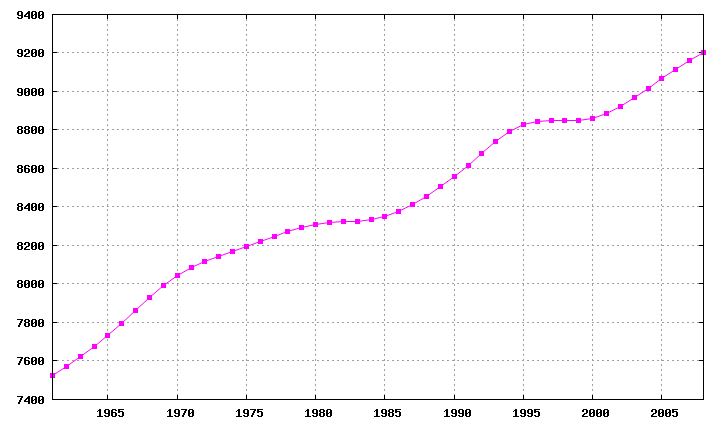

التركيبة السكانية في السويد هو حول الخصائص الديمغرافية للسكان السويد، بما في ذلك النمو السكاني، والكثافة السكانية، والعرق، ومستوى التعليم، والصحة من السكان، والحالة الاقتصادية، والانتماءات الدينية والجوانب الأخرى من السكان. بالإضافة إلى الأغلبية العرقية السويدية، السويد تاريخيا تمت زيارتها أقليات أصغر من شعب سامي في أجزاء من شمال البلاد في حين الفنلنديين (بنسبة 5٪ من مجموع السكان) هي الأبرز في Mälardalen وفي شمال السويد.
لقد تغير الطابع الديمغرافي للسويد بشكل ملحوظ نتيجة للهجرة منذ عام 1970.